# كيفين ألفاريز
كيفين ألفاريز (بالإسبانية: Kevin Álvarez) هو لاعب كرة قدم مكسيكي ولد في عام 1999، ويلعب في مركز المدافع ويلعب مع نادي باتشوكا المكسيكي ومع منتخب المكسيك لكرة القدم كما سبق له اللعب مع الفئات العمرية.

## وصلات خارجية
كيفين ألفاريز على موقع قاعدة بيانات كرة القدم.إي يو (الإنجليزية)
- كيفين ألفاريز على موقع ناشيونال فوتبول تيمز (الإنجليزية)
- كيفين ألفاريز على موقع Soccerway.com (الإنجليزية)
- كيفين ألفاريز على موقع عالم كرة القدم.نت (الإنجليزية)